# Чермные
Чермны́е — село в Кадомском районе Рязанской области России, входит в состав Котелинского сельского поселения.

## История
В середине XIX в. писалось с. Чермные (Череные, Чермныя, Черные, Успенское тож). Первое название происходит от слова чермнолесье, означающее красный лес, сосняки с ельниками, среди которых образовалась деревня, то есть чермные — красные [2]. Второе название Успенское было по церкви.[3] Также местное население, из-за цокающего диалекта, который ранее был распространен в деревнях и селах Кадомского района использовало название Цармны.
Первое упоминание о деревни Чермные можно найти в Указной грамоте царя Фёдора Ивановича написанной 9 июня 1589 г., однако сама грамота не сохранилась, но в РГАДА есть её копия 1799 г.: «От царя и великаго князя Феодора Ивановича всеа Руссии в Кадом Капкуну-мурзе Мамоееву. Бил нам челом кадомской князь Енгилдей Енгалычев сын Бедишев, а сказал, дано де ему наше жалованье поместье в Мещерском уезде в Замокшенском стану в сельце Павликове да в деревне в Жданове, да в трети деревни Чермных брата его Емикеевской жеребей Енгалычева на 41 четверть, и ту де ево поместную землю братья князь Енгильдеевы Уразай да Акмаметь да Кереш Енгилдеевы сее весны пашню пахали на себя, и ему де вьперед с братьями своими в том ево поместье безьмежно прожити немочно. И нам бы князя Енгилдея Енгалычева пожаловати, тое ево поместную землю от братьи ево от Уразая с братьею велеть по выписки с писцовых книг отмежевать, чтоб у них вьперед в землях их и во всяких угольях споров никоторых не бывало.
А в даче дьяков наших Дружины Петелина да Смирного Васильева нынешняго 97-го году написано: Дано князю Енгильдею Енгалычеву в мещерском уезде в Замокшенском стану в сельце Павликове да в деревне в Жданове да в трети деревни Чермных Емикеев жеребей поместья княж Енгалычева сына Бедишева, а Емикея не стало в 95 году. А в мещерских писцовых книгах писма и меры Мещанина Морозова с товарищи 7072 году в Кадомском уезде в Замокошском стану в поместье написано в селе Павликове да в деревне в Жданове да в треть в деревни Чермных на Емикеев жеребей князь Енгалычева по разводу пашни 41 четь в поле, а в дву по тому ж, сена 186 копен с полукопною……..
Писан на Москве, лета 7092, маия в 30 день.» [11]
Но ещё до этого упоминалась межа «от Черменскова лесу до рубежа черменских мурз и татар», Н.Органова, действительный член Русского географического общества пишет: ""Места эти были пограничными. Русь, расширяя свои пределы, вторгалась в земли мордвы. В грамоте 1554 года отмечалась межа «до черменскова лесу до рубежа черменских мурз и татар». [10]
В Писцовой книге мордовских сел Кадомского уезда 138-го (1629/30) года находится информация о бортниках деревни Чермные Котелинского стана:
«(л. 79) Стан Котелинской
Бортники Ивашко Гаврилов, Покитка Нечаев, Исачко Вихляев, живут в деревне Котельне за князем Брюшеем. Степанко Неверов, Онофрейко Китов, живут в деревне Чермных за Уразаем мурзою. А вотчина, бортной ухожей, на Нулозиво да на Паршаков угол, да на Муткина исток, а ему исток до по Малую Узку, да по Великий омут, да на низ по Мокше на Раменской стороне по вражку с Улажея по Выпов стан, по татарское Сумежье, да на Изуя, и вверх по Узую по Уздедя// (л. 79 об.)тову пожню мордовскую по рубеж, да по ручку по Вязвузерву.
Бортника Степанка Неверова бортной ухожей его круг деревни Чермных с Емикеем мурзою Корклачевым и со всею братею и племянники, ходит с ними судерев с рамене и зборами.
Того ж Котелинского стану бортник Онофрейко Китов, ходит вотчину судерев Сысверского стану з бортники з Гришею Степановым да Неверком Выровым и с их братьею в Пушенскам и в Ровензен// (л. 80)ском ухожее и з борами и с рамени, куды тот Гришка да Неверко ходили. А тот Онофрейко туды жа ходил. А знамёна у них в той вчине:
(л. 80 об.) 126-го декабря в 30 день по помете дияка Богда Губина велено на бортнике на Онофрейке Китове вновь имати с купленные вотчины, что он купил у кадомских татар у Богданка з Братею Черминского ухожея третье знамя, орлов хвост, оброку на год по полупуда меду. А знамя
А оброку с той вотчины, по их скаске, десять пуд меду, да пошлин с пуда по пол-сем денги. Да за две куницы дватцать шесть алтын четыре деньги, да пошлин с куницы по денге.» [8]
Некоторые татарские мурзы Кадомского, Елатомского и Темниковского уездов стали принимать крещение. В 1682 году крестился князь Петр Чурмантеев, за что получил «в поместье со всеми угодьи жребий деревни Чермных на речке на Мокше». Крестились князья Енгалычевы, братья Давыд, Ибрагим и Аймаз. Им были даны новые имена,—Яков, Семен и Андрей. Все они получили земельные наделы в Кадомском и Шацком уездах: Яков — 250 четей, Семен—200 и Андрей —300 четей,—и просили отдать им еще землю у деревни Чермные.[24]
В качестве деревни Чермные упоминается в документах XVI и XVII вв. По 3-й ревизии 1761—1767 гг. значилось селом с 76 дв., в них 417 человек, принадлежавшие 18 помещикам, и ещё было 4 дв. однодворческих и в них — 12 человек. В 1847 г. на средства прихожан построена деревянная Успенская церковь вместо старой обветшавшей. В 1862 г. в село Чермные 152 дв., в них 1321 человек, из них 73 дв. были бывших государственных крестьян, остальные — быв. помещичьи.[4]
В 1930-х гг. организован колхоз «Новый быт», в 1960 г. он преобразован в отделение совхоза «Кадомский», а в 1969 г. из него выделился совхоз «Соловьяновский». Около с. село Чермные найдено большое количество каменных топоров. [6]

## Археология
Северо-восточная часть Рязанской области, где расположен Кадомский район, по мнению ряда исследователей, входила в ареал распространения балановской культуры или являлась зоной контактов между окско-деснинской, балановской и нижнеокской группами фатьяновской культуры. Присутствие балановской керамики в Кадомском районе на поселении Кокуй было зарегистрировано еще в 1930 году Н. В. Говоровым. В 1970 и 1988 гг. на этом поселении В. Н. Шитовым были проведены небольшие работы, в процессе которых также были найдены фрагменты балановских сосудов. Находки же каменных топоров на территории Кадомского района зарегистрированы совсем недавно. Авторами опубликованы 4 каменных сверленых топора-молотка из окрестностей с. Чермные.
1. Каменный сверленый топор-молоток. Длина 19,8 см, наибольшая ширина 6,6 см, длина лезвия 4,9 см, диаметр сверлины л. и т. 3,2 см. Найден в окрестностях с. Чермные (Кадомский р-н). Хранится в школе с. Чермные (преподаватель Г. А. Носова).
2. Каменный сверленый топор-молоток. Длина 11,3 см, наибольшая ширина 6,8 см, длина лезвия 3,8 см, диаметр сверлины л. и т. 3,2 см. Найден в окрестностях с. Чермные (Кадомский р-н). Хранится в школе с. Чермные (преподаватель Г. А. Носова).
3. Каменный сверленый топор-молоток. Длина 10,4 см, наибольшая ширина 6,3 см, длина лезвия 4 см, диаметр сверлины л. и т. 2,6 см. Найден в окрестностях с. Чермные (Кадомский р-н). Хранится в школе с. Чермные (преподаватель Г. А. Носова).
4. Короткообушковый каменный сверленый топор-молоток. Длина 9.9 см, наибольшая ширина 5,9 см, длина лезвия 4,1 см, диаметр сверлины л. и т. 2,4 см. Найден в окрестностях с. Чермные (Кадомский р-н). Хранится в школе с. Чермные (преподаватель Г. А. Носова). [32,33].

## Этнографические особенности
Из-за отдаленности Чермных от больших дорожных артерий и городов в селе долгое время сохранялся самобытный народный костюм, который долгое время привлекал специалистов. Историк П. Н. Черменский, который родился в Чермных, так описывает местный народный женский костюм:
«Одежда замужних женщин у мещеры состояла из полотняной рубашки, вышитой по вороту, плечикам и рукавам, кофты и поньки (панева), вытканной в клетку и собранной на талии шнуром (гашник); носили также сарафаны из ситца, ластика или малинового кашемира, в зависимости от достатка. Верхняя одежда — зипун, изготовлялась из шерстяной ткани черного цвета, у женщин иногда и белого.
Довольно сложным был головной убор замужних женщин. Волосы, заплетенные в косы, они укладывали на голове пучком и прикрывали волосником (повойник), к которому на лбу Пристегивалась деревянная лопатка в форме рогов, обтянутая разноцветной материей. Такой убор назывался „рогами“. Сзади волосника зажиточные жители надевали подзатыльник из бисера, бедняки волосник скрепляли завязками. Сверху голову прикрывала нарядная ткань — сорока. Девушки вплетали в косы разноцветные ленты, на шее носили пронизки (бусы-дутики), в ушах — серьги или белоснежные, круглые, как мячики, пушки из гусиного пуха.
Обувью мужчинам и женщинам служили лапти. Ноги обертывались онучами, отшнурованными оборами. Более зажиточные мужчины носили сапоги, женщины — коты.» [7]
В ходе комплексной экспедицией институтата этнографии АН СССР было осуществлено несколько кратковременных поездок в восточные районы (наименее изученную часть Рязанской области, ранее входившую в состав Тамбовской губернии). Маршрут экспедиции в 1963 г. Кадомский район; селения Полтевы Пеньки, Котово, Савватьма, Чермные, Котелипо, Сумерки, Заулки.
В конце 1920-х гг. в Чермных шили прямой сосборенный вверху сарафан на лямках. Сарафан, не получив широкого распространения, был заменен домотканой юбкой, одевавшейся поверх рубахи. Ткали ее из шерстяной разноцветной пряжи, в полоску, клетку и без узора.
В комплекс женской традиционной одежды в исследованных селениях обязательно входила понева. Этот комплекс был нескольких вариантов:
1. В Кадомском районе (бывшие Темниковский и Елатомский уезды Тамбовской губернии) носили тяжелую красную полосатую (в ряде мест синюю) «поньку» — поневу, одевавшуюся на рубаху с косыми «ластовицами» (поликами), холщевый нагрудник («насовчик», «навершник») и сложный головной убор с «рогатой» кичкой и ширинкой (или платком) .
2. Более поздний комплекс (того же района) состоял из красной клетчатой поневы («клятушки») и.рубахи с косыми или прямыми ластовицами, холщевого или ситцевого нагрудника и повойника.
Для всех вариантов женского комплекса было характерно обилие украшений из бисера и птичьих перьев, а также плетеная обувь — лапти русского или мордовского типа.
По материалам экспедиции наиболее резко выделяются три периода в развитии народной одежды в советское время. 1. 1917—1920-е гг. до начала 1930-х гг. 2. Период с 1932—1933 гг. до начала 1940-х гг. 3. Послевоенный период, который подразделяется на два этапа: а) со второй половины 1940-х гг. до середины 1950-х гг. и б) с середины 1950 гг. по 1960-е гг. Еще в годы революции отход от традиционных форм проходил весьма бурно. Это отметили Б. А. Куфтин и Н. И. Лебедева [29], исследовавшие рязанский народный костюм в начале 1920-х гг. В связи с этим Н. И. Лебедева призывала изучать традиционную одежду, собирать ее в музеи. В 1920-е гг. во многих селениях традиционный костюм уже исчез, в некоторых — видоизменился, стал менее сложным. Процесс этот, наметившийся еще до революции, заметно усилился. В селениях Сумерки, Чермные распускали старинные тяжелые поньки — «синятки» и ткали из них более легкие «поклетки», или «клятушки» (клетчатые поневы). Из одной синятки получалось две "поклетки — поневы в красную и синюю клетку (которые обычно надевали «по горю», «по печали»).
В 1930-е гг. происходят новые сдвиги в быту сел Кадомского района. С обобществлением единоличных хозяйств резко сокращается домашнее ткачество (там, где оно еще было), что оказало влияние и на одежду. Еще более существенные перемены в одежде были вызваны изменениями во всем бытовом укладе деревни, усилением связей с городом. Молодые женщины, которые еще недавно ходили в поневах и обязательно закрывали волосы, стали носить юбки и кофты; многие открывали волосы и вместо прежней прически из двух кос, уложенных под повойником, делали пучок. Девушки-комсомолки повязывали красные платочки. Эти перемены происходили в селе Чермные и других. С исчезновением многих старых обычаев постепенно исчезала и традиционная одежда, которая играла в них известную роль. Еще в 1920-е гг. в Кадомском районе было принято, чтобы невеста накануне свадьбы — на девишнике «вопила» и была при этом обязательно в поневе (и «кружавнике»), которую накидывал на нее мальчик — брат или сосед. Поневу надевали и после свадьбы, хотя венчалась невеста в городском платье — юбке и кофте. Эти обычаи с изменением самого свадебного обряда в 1930-е гг. ушли в прошлое.
На момент экспедиции круг лиц, носящих традиционный костюм, был очень ограничен. У мужчин он полностью исчез и сохраняется только среди женщин. Постоянно традиционную одежду носили лишь некоторые старые женщины, в с. Чермные — по 5—7 человек. Женщины среднего возраста надевают старинную «снаряду» в редких случаях. Традиционную одежду старые люди берегли «на смерть», надевали в дни похорон, поминок, траура («по печали»).
Передник — занавеска, запон — изменился по покрою и материалу. Нашивки лент, тесьмы, аппликации из кусочков ткани заменили прежние бранье и вышивку. Наряду с характерными туникообразными запонами с рукавами (или запоном на кокетке) распространился запон (В с. Чермные этот запон назывался «наколенник»), подвязываемый по талии или, вернее, под животом, так же как и понева (деревни Сумерки, Заулки, Чермные). [30]

## Диалектные особенности
Советский фольклорист, диалектолог и этнограф Зеленин Д. К. одним из первых обратил внимание на диалектные особенности деревень Черменской волости:
«Нет мягкого „к“ и в с. Чермные (влад., при р. Мокше, в 15 верстах от Кадома), равно как и в деревнях Черменской волости: Юзга (2504), Шмелевка, Симушка, Липляйка (2528), Криковка и Патрикеевка. Говор здесь вообще тот же самый: аканье, твердое „т“, взрывное „г“, цоканье и чоканье.
Отсутствие мягкого „к“ на севере и северо-востоке Темниковского уезда вполне согласно и с тем обстоятельством, что здесь рядом расположена Нижегородская губерния, в говорах которой мягкого „к“ вообще нет и не было. Как видим, здесь проходит восточная граница той области, в говорах которой мягкое „к“ распространилось. В говорах бывшего сословия майданников мягкое „к“, очевидно, совсем не известно. По поводу цоканья местных говоров можно думать, что тут есть и обрусевшие инородцы, в частности — обрусевшая мещера; но конечно далеко не всегда; между прочим, в с. Старый Город (2549, каз. и влад., в 8 в., при р Мокше) отмечено одно чоканье, без цоканья, чего у обрусевшей мещеры обычно не бывает.» [9]
Историк П. Н. Черменский также отметил диалектные особенности села:
"С течением времени мещера, ранее занимавшая лишь излучину левого берега Оки, заселила бассейн нижней Мокши и распространила, таким образом, само понятие Мещеры на территорию Замокошья и нижнего Поценья. В результате многовекового мирного проникновения славян в гущу местного населения мещера приняла русский язык, русскую веру, но удержала свое национальное имя и надолго сохранила некоторые особенности фонетики родного языка и народный костюм. Говорила мещера на особом диалекте, отличавшемся от соседнего владимирского и рязанского. С рязанским говором его сближает аканье, с северовеликорусским — взрывное «г» («гость» и «хость» у рязанцев) и твердое «к» («Ванька» «Ванькя» у рязанцев). От обоих названных диалектов его отличает твердое произношение «ч»" или, что то же, мягкий выговор «ц». Грамоты передают этот средний звук у местного населения через «тс» и пишут «Тсна» (Цна). Непривычное к этому звуку русское ухо слышит «ц» там, где оно обычно воспринимает «ч» («цюгун» вместо «чугун») и наоборот, слышит «ч», где в слове — «ц» («черковь» вместо «церковь»). Таким образом, мещера одновременно цокала и чокала.
Лексика мещеры унаследовала от кривичей большое число слов северовеликорусского говора. Например: квашня, сковородник, ковш, зыбка, волосы, косы, вопить, баять, играть песни и др. В отличие от рязанского говора в Мещере говорили: хата, дежа, чапельник, корец, люлька, навоз, виски, голосить, гутарить, петь песни. Все эти особенности мещерского говора можно было наблюдать лет 50 назад в селе Чермные (15 верст от Кадома) и 12 деревнях в приходе этого села, а также во многих селениях но Мокше." [7]

## История административно-территориального подчинения и населенные пункты
Первое упоминание деревни Чермные указывает, что в 1564 г. деревня входила в Кадомский уезд Замокшенского стана, а затем относилась к Мещерскому уезду Замокшенского стана. [11]
За 1616—1617 гг. в Замокошском (Замокшенский) стане Мещерского уезда д. Чермные не упоминаются, хотя есть соседняя деревня Решетово, которая в те времена была селом. [7], [17]
В 1619 г. Замокшенский уезд относился к Темниковскому уезду. [17]
В 1629 г. д. Чермные входили в Котелинский стан (Кадомский уезд?). [8]
С 1679 по 1682 гг. д. Чермные входят в Кадомский уезд. [16]
По первому разделению России на губернии в 1708 году большая часть будущей Тамбовской губернии была приписана к Азовской губернии, а северная ее часть, с городами Елатьмой, Темниковом и Кадомом — к Казанской губернии.
Первая Азовская губерния была одной из 8 первых губерний, созданных Петром I 18 (29) декабря 1708 года. Центром Азовской губернии был город Азов, но фактически с 1711 года до 1715 года был Тамбов, а позднее — Воронеж. Губерния возглавлялась Губернатором в Азове и Генерал-губернатором Воронежской обер-комендантской провинции в Воронеже.
Первоначально губерния делилась на три территориальных подразделения: Азовское присутствие (до 1711 года), Воронежскую и Тамбовскую обер-комендантские провинции (1710—1715 годы).
В 1715 году административный центр первой Азовской губернии был перенесен из Азова в Воронеж. В том же году обер-комендантские провинции были упразднены. Губерния была разделена на 12 ландратских доль.
В 1719 году ландратские доли были упразднены. С 1719 по 1725 год первая Азовская губерния была разделена на 5 провинций — Бахмутскую, Воронежскую, Елецкую, Тамбовскую и Шацкую. В Шацкую провинцию, которая включала города: Касимов, Керенск (Пензенская область), Красная Слобода, Наровчатов, Темников (Мордовия), Троицкий Острог, Шацк (Рязанская область), а также Елатьма, Кадом, которые были выведены из Казанской губернии. К Шацкой провинции причисляется и Темниковский уезд.
Первая Воронежская губерния была официально образована 25 апреля 1725 года в результате преобразования первой Азовской губернии. В её состав входили те же 5 провинций: Бахмутская, Воронежская, Елецкая, Тамбовская и Шацкая.
Карта Воронежской губернии 1750 года, в нее входят Кадом, Темников и Елатьма. [21]
В 3-й ревизской сказке за 1762 год указано, что деревня Чермные относится к Водовскому стану Кадомского уезда. [38]
В 1775 году из Шацкой и Темниковской провинций образуются Тамбовское наместничество в составе 15 уездов, в числе которых и г. Темников с его уездом.
В 1779 году в ходе административной реформы Екатерины II Первая Воронежская губерния была разделена на Воронежское и Тамбовское наместничества. Учрежденное в 1779 году Тамбовское наместничество охватило всю территорию будущей Тамбовской губернии.
В 1779 значительная часть Кадомского уезда вошла в состав Тамбовского наместничества, северная — в состав Нижегородского. В 1787 Кадомский уезд упразднён. Его западные земли стали относиться к Елатомскому уезду, остальная территория — к Темниковскому уезду Тамбовской губернии.
На топографической карте Темниковского уезда 1787 года. [37], на плане генерального межевания Темниковского уезда Тамбовского наместничества 1790 г.[36] и в атласе 1794 г. Чермныя (так на карте) в границах Кадомского уезда Тамбовского наместничества и уже были селом, т.к на карте обозначена церковь. [20]
В 1796 году Тамбовское наместничество стало именоваться губернией, а Кадомский, Спасский и Усманский уезды были упразднены.
К концу XVIII века г. Темников становится административным центром всей северо-восточной части бывшей Мещеры. В 1798 году Кадомский уезд упраздняется, город переводится в разряд заштатных городов, а часть упразднённого Кадомского уезда с городом Кадомом причисляются к Темниковскому уезду.
В 1803 году Тамбовская губерния и в частности Темниковский уезд окончательно сложились и существовали в таком виде до Великой Октябрьской революции.
На специальной карте Западной части России Шуберта 1826—1840 гг. Черные (так на карте) входят в границы Темниковского уезда. [19]
По сведениями за 1859—1862 гг. к 1-му Стану Темниковского уезда Тамбовской губернии по правую сторону почтового тракта из г. Кадома в г. Темников расположены Чермные (Череные, Успенское), с. вл. при р. Мокше число дворов 152, число жителей мужского пола — 662, женского — 659. Одна православная церковь. Юзга, д. вл. при рч. Юзге число дворов 22, число жителей мужского пола — 73, женского — 77. [25]
В ведомости недоимок за 1888 г. по Темниковскому уезду Черменской волости значатся следующие населенные пункты: с. Чермные, д. Юзга и Черменские выселки: д. Тимаевка, д. Кутцевка*, д. Липлейка, д. Криковка, д. Ширкуновка, д. Галаховский поселок. (*Кутуевка). [27]
В 1893 г. с. Чермные и Черменская волость входили в состав Темниковского уезда Тамбовской губернии. [14]
Согласно списку населенных мест округа 1911 г., составленному для почтовых нужд, в Черменскую волость входят следующие населенные пункты: с. Чермные, д. Симушка, д. Кутуевка, д. Амплейка, д. Липлянка*, д. Шмелевка, д. Криковка, д. Петрикеевка, д. Ширкуновка, д. Юзга, д. Галаховский поселок. (*Липляйка). [26]
По данным А. Е. Андриевского за 1911 г. в приход черменской церкви Успения Божией Матери одиннадцать деревень: Юзга, Шмелевка, Черменские выселки (Гунаевка, Амплеевка тож), Липляйка (Котовка тож), Криковка, Петрослободская Песчанка (Решетовка тож), Вознесенка, Новопетрослободка (Раковка тож), Соловьянка, Стружанка (Панская тож). Хутора: Панин г. Демидовой, Высокий Кадомского городского общества и Панин Кадомского городского общества. [28]
Черменская волость Темниковского уезда Тамбовской губернии на 1911 г.: с. Чермные, д. Симушка, д. Кутцево*, д. Амплейка, д. Липлейка, д. Шмелевка, д. Криковка, д. Патрикеевка, д. Ширкуновка, д. Юзга. (*Кутуевка.)[22]
Черменская волость Темниковского уезда Тамбовской губернии на 1914 г.: с. Чермные, д. Симушинка*, д. Кутуевка, д. Амклейка**, д. Липлейка, д. Шмелевка, д. Криковка, д. Мироновка (Петрикеевка), д. Галаховский Поселок, д. Ширкуновка, д. Юзга. (*Симушка **Амплейка). [12]
Черменская волость Темниковского уезда Пензенской губернии на декабрь 1918 г.: с. Чермные (Череные, Успенское, Успойка), д. Симушинка*, д. Кутуевка (Китаевка), д. Амплейка, д. Липлейка (Котевка), д. Шмелевка, д. Криковка, д. Патрикеевка, пос. Ново-Голаховский, д. Гунаевка (Амилейка, Черменские выс.), д. Желтяковка, д. Купалище, Кадомское л-во, д. Новая Панская, д. Панина, д. Петровка, д. Старая Голаховка. (*Симушка). [13]
Декретом ВЦИК «Об изменениях в составе Тамбовской губернии» от 4 января 1923 г. территория Пензенской губернии была расширена за счет присоединения к ней целиком Спасского и большей части Темниковского уездов Тамбовской губернии. Темниковский уезд вошел в составе г. Темникова и волостей: Атюрьевской, Бабаевской, Веденяпинской, Козловской, Шигаловской, Кочемировской, Пушкинской, Сигандровской, Стрелецкой, Стрельниковской, Теньгушевской, Черменской, Шалинской и восточной части Широмасовской.
Декретом ВЦИК от 16 марта 1925 г. «О перегруппировке и упразднении уездов и волостей Пензенской губернии» Черменская волость выделена из Темниковского уезда Пензенской губернии и передана в состав Кадомской волости Сасовского уезда Рязанской губернии.
С 3 июня 1929 года область была переименована в Московскую. 12 июля 1929 года в составе области был образован Рязанский округ (один из 10), в составе округа был выделен и Кадомский район (один из 27). В его состав вошли следующие сельсоветы бывшего Сасовского уезда:
из Кадомской волости: Беловский, Богдановский, Больше-Лунинский, Будаевский, Варваровский, Енкаевский, Еромчинский, Заречно-Кадомский, Заулкинский, Игнатьевский, Кадомский, Кочемировский, Краснопочинский, Кущапинский, Матчинский, Николаевский, Новоселковский, Преображенский, Рязанковский, Савинский, Симушкинский, Старокадомский, Старопошатовский, Сумерский, Труфаново-Полянский, Черменовский, Чернышевский, Юзгинский.
из Поляко-Майданской волости: Вознёсенский, Ивановский, Котелинский, Нижне-Никольский, Соловьянковский из Сасовской волости: Полтево-Пеньковский.
30 июля 1930 года Рязанский округ был упразднён и район отошёл в прямое подчинение Мособлисполкому.
В соответствии с постановлением от 26 сентября 1937 года из Московской области были выделены Тульская и Рязанская области. Кадомский район вошёл в состав вновь образованной Рязанской области.
С 1963 по 1965 годы, во время неудавшейся всесоюзной реформы по делению на сельские и промышленные районы и парторганизации, в соответствии с решениями ноябрьского (1962 года) пленума ЦК КПСС «о перестройке партийного руководства народным хозяйством», Кадомский район был упразднён, но в это время существовал территориально более крупный Кадомский сельский район Рязанской области.
К середине 20-го века на территории бывшей Черменской волости были такие населенные пункты: с. Чермные (Успенское), д. Юзга, д. Новое Панино (Стырка), д. Старое Панино, д. Желтяковка, д. Старая Галаховка (Кошибеевка), д. Новая Галаховка (Рогановка), д. Криковка, д. Болкино, д. Симушка, д. Гунаевка (Черменские выселки), д. Кутуевка, д. Петрикеевка (Мироновка), д. Шмелевка, д. Липляйка (Котовка), д. Старое Высокое, д. Новое Высокое (Коллетив), д. Амплеевка (Амплейка, Черменские выселки), д. Купалище, д. Лексинка, д. Батовка, д. Хохловка, д. Таракановка, д. Ширкуновка, д. Козловка, д. Крутец, д. Петровка, д. Тимаевка.

## Промыслы
По подворной переписи 1882 г. следует, что часть крестьян арендовали пахотную землю и покосы, главное яровое — гречиха. Несколько человек делали деревянную посуду, оглобли, дуги. В село Чермные имела место лесная торговля.[5] Некоторые крестьяне село Чермные уходили на лесоразработки.
Сборник статистических сведений Тамбовской губернии т.4 1883 г. по Темниковскому уезду дает такую информацию о Черменской волости:
«В треугольнике, образуемом течением рек Мокши и Вада, у южной границы уезда, находится совершенно отдельно от других Черменская волость, состоящая из села Чермные и нескольких выселков. У множества мелких общин бывших помещичьих крестьян этой волости наделы весьма плохи — песчание, получше те места, которые сравнительно недавно расчищены из под леса и сохранили еще верхний чернозёмный слой; вообще те места, где не чистый сыпучий песок, а с глиною и перегноем, но таких мест мало.»
«В Черменской волости, вследствие малоземелья и песчаных почв, посевы овса ничтожны.»
«В остальных волостях с преобладающими чисто песчаными и серыми иловатыми почвами (Шалинской, Жегаловской, Веденяпинской, Стандровской, Черменской, Вознесенской, Матызлейской и Спассо-Раменской) средние урожаи ржи сам — 3 и сам 3 1/2.»
«В Черменской волости съемщиков более 56 % всех домохозяйств. земли здесь весьма плохие, сдается паровая десятина по 5-6р.; яровая по 1 1/2-2р.»
«В Черменской волости в большинстве снимают луга у местных землевладельцев по 7-11р. за десятину»
«Главная часть простых лесорубов, промысел которых заключается только в заготовке строевых бревен и дров, находится в следующих волостях Темниковского уезда: Атюрьевской, Барашевской, Бабьевской, Стрелецкой, Жегаловской, Веденяпинской, Шалинской, Черменской, Кочемировской, Стандровской, Матызлейской и Вознесенской.»
«По показанию крестьян Черменской волости, они вывозили дрова на пристани Мокши, на расстояние 15 верст от 2 до 3р. за куб.сажень, а на такое расстояние можно вывезти один воз в день. При одной и плохой лошади заработок может быть самый ничтожный. Той же волости крестьяне возили на пристань, тоже на 15 верст расстояния, бревна и получали плату с вершка их толщины в верхнем отрубе, именно по 6 коп. за бревно 9 аршин и 7 вершков, какое вывозила лошадь в день получалось по 42 коп.»
«Что касается многих крестьян, напр., в Бабьевской, Черменской волостях, где наделы у крестьян слишком малы и плохи и где всегда есть большой спрос на лесорубную работу, то у этих крестьян весь хозяйственный быт с уплатою налогов, главным образом, держится на лесном заработке и именно на простой дешевооплачиваемой лесорубной и лесовозной работе.»
«Наоборот, особенно отличающиеся развитием лесорубного промысла волости Черменская, Стандровская, Веденяпинская, Матызлейская, представляют очень мало плотников и пильщиков.»
«Некоторые крестьяне Черменской волости по найму от лесопромышленников заготовляют и гнут колесные ободья, получая по 30-40 коп. за стан.»
«В Черменской, Спассо-Раменской, Матызлейской волостях отхожих промыслов у крестьян нет, кроме извоза.»
| Промыслы                    | Количество дворов | в %  |
| --------------------------- | ----------------- | ---- |
| Лесорубы                    | 246               | 86,0 |
| Нищие                       | 9                 | 3,1  |
| Работники                   | 6                 | 2,1  |
| Портные                     | 4                 | 1,4  |
| Конопатчики                 | 4                 | 1,4  |
| Торговцы                    | 3                 | 1,0  |
| Пастухи                     | 2                 | 0,7  |
| Лесники                     | 2                 | 0,7  |
| Рыболовы                    | 2                 | 0,7  |
| Кузнецы                     | 1                 | 0,3  |
| Лапотники                   | 1                 | 0,3  |
| Пекари                      | 1                 | 0,3  |
| Пильщики                    | 1                 | 0,3  |
| На разных отхожих промыслах | 1                 | 0,3  |
| Санники                     | 1                 | 0,3  |
| Сторожа                     | 1                 | 0,3  |
| Тележники                   | 1                 | 0,3  |
| Всего                       | 286               | 100  |

## География
Село расположено в 17 км южнее Кадома, на высоком левом песчаном берегу р. Мокши.

## Храмы села Чермные
В документах XVII вв. Чермные упоминаются как деревня, однако по данным 3-й ревизии (1761—1767 гг.) Чермные значились уже селом с 76 дворами, следовательно храм в Чермных был построен между этими периодами.
С храмом связана любопытная легенда о которой рассказал исследователь П. И. Астров в 1889 г.:
«Некогда очень давно тому назад, рассказывают, крестьяне села Чермных имели одну общую церковь с крестьянами соседнего села Котельни (Елатомского уезда). Церковь находилась по середине между обоими деревнями (видимо церковь находилась в с. Решетово (Петрослободское), приблизительно в равном расстоянии от той и другой, и в праздники крестьяне из обеих деревень ходили туда к обедне. С течением времени обнаружились неудобства этого положения дел, и крестьяне решили построить в каждом селе свою особую церковь. Тогда возник спор о том, кому строить у себя новую, кому воспользоваться последней. После долгих и бесплодных споров, в которых та и другая сторона всеми способами старались доказать свое преимущественное право собственности на церковь было решено переговоры прекратить и отдать дело на Божью волю. И Котельня и Чермные находятся на берегу реки Мокши. на берегу той же реки и находилась и старая церковь; вверх от нее, против течения были Чермные, вниз — Котельня. Было решено разобрать церковь по брёвнам, пустить их в воду и смотреть, куда они поплывут; если бревна поплывут вниз по течению, церковь должна была принадлежать Котельне, если вверх — Чермным. Бревна поплыли вверх, против течения. Крестьяне поняли Божью волю, и старая церковь была перенесена в село Чермные, а в Котельне построили новую. Рассказ об этом чуде Божьем и до сих пор хорошо известен в этой местности; всякий Черминский крестьянин хорошо знает, что его село владеет церковью по особому Божьему изволению.» [34]
На топографической карте Темниковского уезда 1787 года Чермные фигурируют как село так как обозначена церковь, это видимо первое картографическое изображение как Чермных, так и наличия в них храма.[37]
Храм Успения Пресвятой Богородицы в селе Чермные, чьи немногочисленные фотографии сохранились у жителей села, был построен на месте старой обветшавшей. Сгорел в конце 1960-х.
В историко-статистическом описании Тамбовской епархии 1911 года [28] есть описание Храма Успения Пресвятой Богородицы и прихода:
«Церковь деревянная, теплая, построена на средства прихожан в 1847 году. Престолов два: главный — в честь Успения Божией Матери (15 августа) и придельный — Архистратига Михаила и прочих бесплотных сил (8 ноября). Церковь-школа в дер. Черменских выселках (Гунаевке), называемая Амплеевской, освящена 4 ноября 1907 года — во имя преподобного Серафима. Служба бывает каждый праздник.»
Сводные данные по священникам с. Чермные:
- Анаевский Иван Николаевич, священник 1867—1876
- Анаевский Александр Иванович, дьякон 1911
- Богоявленский Петр Феоктистович, священник 1863
- Петр (Богоявленский?), священник (из письма П. Н. Черменского)
- Горский Федор Никитович, священник/псаломщик 1859
- Горский Михаил Федорович, священник 1907—1911 (минимум)
- Данилов Иван Николаевич, псаломщик 1911
- Иванов Серафим Дмитриевич, священник 1911
- Харитонов Павел Иванович, псаломщик 1911
- Симушин, церковный староста 1867—1876
- Соколов Степан, священник 1884
- Черменский Иван Никитович, псаломщик 1859
- Черменский Николай Андреевич, псаломщик не позднее 1859—1893

К 465-ти летнему юбилею с первого упоминания села был построен храм-часовня на месте Храма Успения Пресвятой Богородицы. Деньги собирались жителями села, уроженцами села и округи, а также людьми, чьи предки родились на этой земле.

## Престольный праздник села
Адрес-календарь и справочная книжка Тамбовской губернии 1914 г. указывает на то, что в Чермных и во всех остальных деревнях Черменской волости два престольных праздника — 15 (28 по григорианскому календарю) августа Успение Пресвятой Богородицы и 8 (21 по григорианскому календарю) ноября Собор архистратига Михаила. [12]

## Известные жители
В селе Чермные Темниковского уезда Тамбовской губернии 1/14 октября 1884 г. в потомственной священнической семье родился историк П. Н. Черменский (1884—1973), работы которого посвящены истории Тамбовского края.

## Интересные факты
Около ворот сельского кладбища долгое время находился надгробный камень, надпись на нем сохранилась не полностью, однако удалось установить, что данный камень был установлен на могиле Князя Николая Павловича Гагарина (1833—1865). Похоронен Николай Павлович был около храма, однако со временем надгробный камень был перенесен к кладбищу. В 2019 г. камень был перенесен к храму-часовни.
Отцом Николая Павловича был Князь Павел Иванович Гагарин, которому принадлежала усадьба в Сасове. Видимо Гагариным принадлежали земли и в Чермных, косвенно это подтверждается журналом темниковского очередного собрания сессии 1888 г. в котором есть информация о княгине Лидии Николаевне Гагариной в девичестве Карачинской. Карачинским принадлежало несколько деревень например Котелино, Соловьяновка и т. д. [35]

## Инфраструктура
Центральная усадьба Соловьяновского совхоза, молокозавод, неполная средняя школа, Дом культуры, библиотека, почта.[1] Село Чермные электрифицированы и радиофицированы.
В 1914 г. в село Чермные проживало 1324 чел., надельной земли — 1002 дес., были волостное правление, церковь, земская и церковно-приходские школы, ближайшая ж.д. ст. Пичкиряево. [6]

## Транспорт
В 26 км юго-западнее ж.д. ст. Кустаревка.
В XIX в. через с. Чермные проходила транспортная дорога из г. Кадома в Спасский уезд Тамбовской губернии. По этой дороге происходило снабжение Кадомского рынка хлебом из Спасского уезда и была связь с местами заготовки и погрузки леса на р. Вад и с лесной пристанью с. Чермные.

## Население
| 1984 | 2010 |
| ---- | ---- |
| 370  | ↘184 |

на 1761-67гг. — 76 дв., 429 жит.
на 1862 г. — 152 дв., 1321 жит.
на 1911 г. — 606 дв., 2360 мужского пола и 2485 женского пола, итого 4845 жит. (видимо учитывались все деревни округи.)
на 1914 г. — 1324 чел.
на 1984 г. — 370 жит.
на 1.01.1993 г. — 153 дв., 360 жит.
на 2010 г. — 184 жит.